# Martin Stixrud
Martin Stixrud, né le 9 février 1876 à Oslo et mort le 8 janvier 1964 à Oslo, est un patineur artistique norvégien. En 1920, il a remporté la médaille de bronze aux Jeux olympiques à l'âge de 44 ans. Il est le compétiteur le plus âgé à avoir été médaillé en individuel à des Jeux olympiques d'hiver.

## Palmarès
| Compétition | 1910 | 1911 | 1912 | 1913 | 1914 | 1915 | 1916 | 1917 | 1918 | 1919 | 1920 | 1921 | 1922 | 1923 | 1924 |
| Jeux olympiques d'hiver |      |      | X    |      |      |      | JA   |      |      |      | 3e   |      |      |      |      |
| Championnats du monde |      | 6e   |      |      | 11e  | CA   | CA   | CA   | CA   | CA   | CA   | CA   | 4e   |      | 7e   |
| Championnats d'Europe | 5e   |      | 3e   | 6e   |      | CA   | CA   | CA   | CA   | CA   | CA   | CA   | 5e   | 2e   |      |
| Championnats de Norvège |      |      |      | 1er  |      |      | 1er  | 1er  | 1er  | 1er  | 1er  | 1er  | 1er  | 1er  | 1er  |
| Légende : X = Pas de patinage artistique aux Jeux olympiques d'été de 1912 ; JA = Jeux olympiques d'été annulés ; CA = Championnats annulés |      |      |      |      |      |      |      |      |      |      |      |      |      |      |      |